# Музыченко, Борис Александрович
Борис Александрович Музыченко (1931—2013) — советский российский учёный, агроном-виноградарь. Кандидат сельскохозяйственных наук, действительный член Международной академии виноградарства и виноделия (1998). Лауреат Премии Правительства Российской Федерации в области науки и техники  (2002).
Автор более 80 научных работ, многих авторских свидетельств и патентов.

## Биография
Родился 29 сентября 1931 года на хуторе Эльбузд.
В 1954 году окончил Кубанский сельскохозяйственный институт (ныне Кубанский государственный аграрный университет). По окончании вуза последовательно работал старшим агрономом винсовхоза «Победа» Северо-Осетинского винкомбината, управляющим отделением в совхозе «Терек» Ставропольского управления винводпрома, главным агрономом Левокумского винсовхоза Ставропольского управления пищевой промышленности.
С 1961 года Борис Музыченко жил и работал в Новочеркасске, во Всесоюзном научно-исследовательском институте виноградарства и виноделия (ВНИИВиВ, ныне Всероссийский научно-исследовательский институт виноградарства и виноделия имени Я. И. Потапенко): старший агроном опытно-производственного хозяйства «Ключевое», главный агроном этого хозяйства, заведующий отделом экономики ВНИИВиВ, заместитель директора института. В 1970 защитил кандидатскую диссертацию на тему «Развитие корневой системы винограда в зависимости от возраста и нагрузки куста».
С 1974 по октябрь 2001 года Борис Александрович возглавлял институт. По его инициативе в 1992 году был организован единственный в России диссертационный совет по защите докторских и кандидатских диссертаций по специальности «Виноградарство».
Являлся членом КПСС, занимался общественной деятельностью — был председателем секции виноградарства отделения «Растениеводство и селекция» Россельхозакадемии, членом редколлегии журнала «Виноград и вино России» и Национального комитета по сотрудничеству с Международной организацией виноградарства и виноделия.
Умер в Новочеркасске 31 октября 2013 года.

## Награды
- Награждён орденами, в числе которых Трудового Красного Знамени, и медалями, среди которых «За трудовую доблесть», «Ветеран труда», а также многими медалями ВДНХ СССР разного достоинства.
- Заслуженный работник сельского хозяйства Российской Федерации.
- В составе группы ученых-виноградарей России удостоен премии Правительства РФ за работу «Разработка и внедрение эколого-адаптивной системы виноградарства в РФ» (2002).